# Chalybeothemis chini
Chalybeothemis chini – gatunek ważki z rodziny ważkowatych (Libellulidae).